# جوجه (بازی)
بازی جوجه (به انگلیسی: game of chicken)، که با نام‌های  بزدلی، شاهین-قمری و برف توده نیز شناخته می‌شود، یک مدل مؤثر برای بررسی تلاقی‌ دو بازیکن در نظریه بازی‌ها است. قانون بازی این است که در حین اینکه هیچ‌یک از دو بازیکن تمایلی به تسلیم شدن در مقابل دیگری ندارد، بدترین نتیجه این است که هیچ‌کدام تسلیم نشوند.
انتخاب واژه «جوجه» برای این بازی ریشه در یک بازی خیابانی دارد که در آن دو راننده به سمت هم در یک امتداد با سرعت زیاد حرکت می‌کنند و یکی باید از مسیر خارج شود وگرنه هر دو با هم برخورد می‌کنند و کشته می‌شوند. در حالتی که یکی از راننده‌ها خود را از مسیر خارج کند، آن راننده بازنده است و او را به خاطر ترسو بودن «جوجه» خطاب می‌کنند؛ و راننده‌ای که در مسیر باقی‌مانده بود برنده اعلام می‌شود. این واژه در علوم سیاسی و اقتصادی خیلی رایج است. واژه «شاهین-قمری» به موقعیتی اشاره دارد که برای استفاده از یک منبع مشترک رقابت وجود دارد و مشترکان می‌توانند بین مصالحه و درگیری یکی را انتخاب کنند، این واژه بیشتر در زیست‌شناسی و نظریه بازی‌های تکاملی کاربرد دارد. از دید نظریه بازی‌ها، «جوجه» و «شاهین-قمری» مشابهند. اسامی مختلف صرفاً برای کاربرد یک قضیه در زمینه‌های تحقیقاتی متفاوت درست می‌شود. این بازی حتی در توصیف تخریب حتمی متقابل ناشی از جنگ‌های اتمی کاربرد دارد، به خصوص در بحران‌سازی سودگرایی که در بحران موشکی کوبا جریان داشت.

## مدل‌های پرکاربرد
بازی جوجه دو راننده را مدل می‌کند که روی یک پل در یک امتداد در جهت مخالف به سمت هم حرکت می‌کنند. اولین راننده‌ای که ماشینش را منحرف کند بازنده است. اگر هیچ‌یک از راننده‌ها ماشین خود را از راه بیرون نکشند نتیجه یک تصادف شدید در وسط پل خواهد بود که می‌تواند به راحتی به مرگ راننده‌ها منجر شود. باید در نظر داشت کاری که هر راننده می‌خواهد انجام دهد این است که به راهش ادامه دهد تا حریف خود را از مسیر منحرف کند. همچنین، تصادف بدترین نتیجه برای هر دو راننده خواهد بود. این دقیقاً وضعیتی است که در آن هر دو طرف برای به‌دست آوردن بهترین نتیجه برای خود باعث بدترین نتیجه برای همه خواهند شد.
واژه «بازی جوجه» در موارد دیگری نیز به کار برده می‌شود، به‌طور مثال وقتی دو طرف در یک رقابت هیچ چیزی برای به‌دست آوردن ندارند و تنها غرور است که آن‌ها را در رقابت نگه می‌دارد. برتراند راسل در یک مثال معروف بازی جوجه را با بحران‌سازی سودگرای هسته‌ای مقایسه می‌کند:

از زمانی که بن‌بست هسته‌ای بر همه آشکار شد، دولت‌های غربی و شرقی سیاستی اتخاد کردن که آقای دالس، دیپلمات آمریکایی، آن را «بحران‌سازی سودگرا» نامید. این سیاست برگرفته از یک بازی است که تا آن‌جا که به من گفته‌اند توسط جوانان خیابانی انجام می‌شود. اسم این بازی «جوجه» است! روش بازی به این صورت است که یک خط سفید از ابتدا تا انتهای یک جاده مستقیم کشیده می‌شود و دو ماشین از دو سمت جاده با سرعت زیاد در جهت مخالف به سمت هم حرکت می‌کنند. هر کدام از ماشین‌ها باید چرخ‌های یک سمت از خود را روی خط سفید نگه دارند. همین‌طور که به هم نزدیک‌تر می‌شوند احتمال برخورد دو ماشین به هم بیش‌تر و بیش‌تر می‌شود. اگر یکی از ماشین‌ها قبل از دیگری خود را از خط سفید منحرف کند، دیگری در حالی که در مسیر مستقیم خود با سرعت حرکت می‌کند با صدای بلند رقیب ترسویش را جوجه خطاب می‌کند، و آن راننده که ماشینش را منحرف کرده از آن بعد به دید حقارت نگریسته می‌شود. شرکت‌کننده‌های این بازی جوان‌های ول‌گرد هستند، به همین دلیل با این‌که فقط جان دو راننده در خطر می‌باشد، باز هم این بازی اخلاقی به نظر نمی‌رسد. اما وقتی همین بازی در دامنه‌ای وسیع‌تر توسط سیاست‌مداران انجام می‌شود و به جز جان خود جان صدها میلیون مردمی که در بازی شرکت نکرده‌اند هم به خطر می‌افتد، سیاست‌مدار برنده به عنوان فردی دانا و شجاع تحسین می‌شوند و فقط سیاست‌مدار مقابل اوست که باید سرزنش شود. این به وضوح امری احمقانه است! هر دو سیاست‌مدار باید برای انجام این بازی خطرناک سرزنش شوند. ممکن است این بازی چندین بار بدون هیچ خسارتی انجام شود، اما دیر یا زود حس می‌شود که از بین رفتن اعتبار سیاست‌مداران حتی از بمباران اتمی هم خطرناک‌تر است. سرانجام لحظه‌ای فرا می‌رسد که هیچ‌یک از دو طرف حاضر به مسخره شدن و جوجه خطاب شدن توسط طرف مقابل نمی‌باشد؛ و وقتی زمان آن فرا برسد دو طرف به هم برخورد می‌کنند و جنگ و نابودی دنیا را فرا خواهد گرفت.

بحران‌سازی سودگرا نیازمند معرفی یک عنصر جدید ریسک غیرقابل کنترل است: حتی اگر تمام بازی‌کننده‌ها در مقابل ریسک عکس‌العمل منطقی نشان دهند، عوامل غیرقابل کنترل هم چنان می‌توانند باعث بروز نتایج مخربی شوند. در یکی از صحنه‌های فیلم شورش بی دلیل، شخصیت کری الن نمی‌تواند از ماشین خارج شود و در تصادف می‌میرد. در سناریویی متفاوت در فیلم بی بند و بار رن مک کرماک در ماشین خود گیر می‌افتد و مسابقه را می‌برد. قواعد پایه‌ای این بازی در نظریه بازی‌ها هیچ عنصر متغیر بالقوه مخرب و ریسکی ندارد و ادغام یک وضعیت پویا در یک تقابل سریع است.
در مدل شاهین-قمری این بازی دو بازیکن (پرنده) وجود دارند که برای به‌دست آوردن یک منبع غیرقابل تقسیم با هم مبارزه می‌کنند. هر بازیکن می‌تواند بین دو استراتژی موجود یکی را انتخاب کند، و یکی از استراتژی‌ها تهاجمی است. می‌توانند همدیگر را تهدید کنند (قمری)، یا همدیگر را به‌طور فیزیکی مورد حمله قرار دهند (شاهین). اگر هر دو بازیکن استراتژی شاهین را انتخاب کنند آنگاه تا زمانی که یکی از پا بیفتد و دیگری برنده شود بازی را ادامه می‌دهند. اگر فقط یک بازیکن شاهین را انتخاب کند و دیگری قمری، قمری بازنده خواهد بود. اگر هر دو قمری را انتخاب کنند به هر بازیکن سهمی کمتر از آنچه که به شاهین می‌توانست برسد می‌رسد.

## کاربردهای آن در نظریه بازی‌ها

### جوجه

شکل ۱، ماتریس ارزش بازی جوجه
شکل ۲، ماتریس ارزش عددی بازی جوجه
شکل ۳، بازی شاهین-قمری
شکل ۴، شکل کلی بازی شاهین-قمری

بازی «جوجه» در تحقیقات مربوط به نظریه بازی‌ها توجهات زیادی را به خود جلب کرده‌است. نتایج هر دو نسخه از بازی در جداول یک و دو نشان داده شده‌اند. در جدول یک نتایج با لغات مشخص شده‌اند، هر بازیکن تمایلش به برنده شدن بیشتر از به تقسیم منابع، و تمایلش به تقسیم منابع بیشتر از باختن، و تمایلش به باختن بیشتر از تصادف کردن می‌باشد. در جدول دوم مقادیر دلخواهی برای نتایج نشان داده شده‌است که به لحاظ نظری با نتایج بازی تطابق دارد. در اینجا امتیاز برد ۱، امتیاز باخت -۱، و امتیاز تصادف -۱۰ است.
هر دو مدل بازی «جوجه» و «شاهین-قمری» بازی‌های ضدهماهنگی هستند که در آن به نفع هر دو بازیکن است که از استراتژی‌های متفاوت استفاده کنند. منظور از ضدهماهنگی این است که برخلاف بقیه بازی‌ها که معمولاً در آن‌ها یک روش نسبت به بقیه روش‌ها برتری خاصی دارد، در این بازی نمی‌توان یک استراتژی را به عنوان استراتژی برتر انتخاب کرد. ایده پایه‌ای این است که بازیکنان بر سر یک منبع مشترک رقابت می‌کنند. در بازی‌های هماهنگ به اشتراک‌گذاری منابع باعث افزایش سود هر بازیکن می‌شود، بر سر منابع رقابتی نیست و تقسیم منابع نتایج بهتری خواهد داشت. در بازی‌های ضدهماهنگی بر سر منابع رقابت است و به اشتراک‌گذاری باعث ضرر می‌شود.
چون از دست دادن امتیاز منحرف شدن از جاده بسیار کمتر از تصادف است، تصمیم منطقی که به ذهن می‌رسد این است که هر وقت احتمال تصادف بالا رفت باید از جاده منحرف شد. اما در همین حال می‌توان راننده مقابل را منطقی تصور کرد و فرض کرد که او کسی است که تصمیم منطقی را می‌گیرد و به هنگام بالا رفتن احتمال تصادف خود را از جاده منحرف می‌کند. قانون‌سازی این وضعیت به این صورت انجام می‌شود که اول نشان می‌دهیم در این وضعیت بیش از یک تعادل نش وجود دارد، که در آن دو استراتژی داریم و بازیکنان با تغییر استراتژی کنونی خود به استراتژی دیگر در حالی که بازیکن مقابل تغییر استراتژی نمی‌دهد هیچ سودی نمی‌برند.

### شاهین-قمری
در ادبیات زیست‌شناسی، این بازی با نام "شاهین-قمری" شناخته می‌شود. اولین باری که این اسم مورد استفاده قرار گرفت در مقاله‌ای به نام "منطق تنازع حیوانات" بود که توسط جان مینارد اسمیت و جرج پرایس نوشته شده بود و در سال ۱۹۷۳ در مجله طبیعت به چاپ رسید. ماتریس امتیازات متداول مدل شاهین-قمری را می‌توانید در جدول ۳ ببینید، که در آن {\displaystyle V} ارزش منبعی است که بر سر آن رقابت است، و {\displaystyle C} هزینه جنگ بین بازیکنان. (همواره) فرض می‌شود ارزش منابع از ارزش جنگ کمتر است، یعنی {\displaystyle C>V>0}. اگر {\displaystyle C<=V} باشد دیگر بازی، شرایط بازی جوجه را ندارد.
ارزش دقیق تنازع دو قمری در حالات مختلف با هم تفاوت دارد. بعضی وقت‌ها بازیکنان امتیاز را به‌طور مساوی تقسیم می‌کنند. بعضی اوقات امتیاز صفر در نظر گرفته می‌شود.
امتیازات مدل شاهین-قمری با {\displaystyle V} و {\displaystyle C} نمایش داده می‌شوند، اما جواب کلی برای ماتریس امتیازات شکل ۴ برای {\displaystyle W>T>L>X} هم صادق است.

### متغیرهای مدل شاهین-قمری
زیست شناسان به دنبال نسخه‌های متفاوتی از مدل شاهین-قمری هستند تا بتوانند با استفاده از آن پدیده‌های زیستی را بررسی کنند. این تفاوت‌ها شامل تغییرات در پتانسیل حمل منابع، تفاوت در ارزش بردن در بازیکنان متفاوت، آزاد گذاشتن بازیکنان برای تهدید هم قبل از انجام بازی، و افزایش تقابل به دو دور از بازی.

#### شرایط لازم
یکی از تاکتیک‌ها در بازی این است که یک طرف قبل از شروع بازی به مقاصد خود اشاره کند. به‌طور مثال، اگر یک طرف قرار باشد که فرمان خود را قبل از مسابقه از کار بیندازد، طرف مقابل خود را در موقعیتی می‌بیند که باید از جاده منحرف شود. این نشان می‌دهد که در بعضی مواقع، از بین بردن ابزاری که در دست داریم می‌تواند استراتژی خوبی باشد. یک مثال دیگر که در دنیای واقعی نمود دارد این است که تظاهرکنندگان خیابانی خود را به یک شی ثابت با دست بند متصل کنند، پس از آن هیچ ترسی باعث فرار آن‌ها نخواهد شد (چون نمی‌توانند تکان بخورد). یک مثال دیگر که افسانه ایست و می‌توانید در فیلم دکتر استرنجلاو نوشته استنلی کوبریک بیابید. در این فیلم روس‌ها تلاش می‌کنند با ساخت یک «ماشین نابودگر» جلوی حمله آمریکایی‌ها را بگیرند. این ماشین دستگاهی است که اگر روسیه مورد حمله بمب اتمی قرار گرفت یا اگر کسی خواست دستگاه را از کار بیندازد کل جهان را نابود می‌کند. اما روس‌ها یادشان رفت تاکتیک تهدید قبل از شروع بازی را اجرا کنند و وجود این دستگاه را به آمریکایی‌ها خبر دهند.
بازیکنان هم چنین می‌توانند تهدید کنند که منحرف نخواهند شد. این استراتژی در نسخه شاهین-قمری مدل شده‌است. این گونه تهدیدها به کار می‌آیند، اما اگر تهدیدها یکی از دو حالت مقابل باشد هزینه نهایی خیلی زیاد خواهد شد("من منحرف نخواهم شد"/"من منحرف خواهم شد"). اما در حالاتی که سه تهدید یا بیشتر باشد هزینه نهایی کمتر خواهد بود (مانند بازی سنگ، کاغذ، قیچی).

## بهترین نگاشت پاسخ و تعادل نش

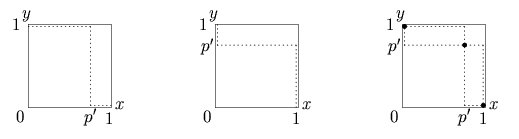
شکل ۵، تطابق عکس العمل هر دو بازیکن در یک بازی ضدهماهنگی، با میدان برداری داینامیک تکرارکننده ذکر شده در زیر مقایسه کنید.

تمام بازی‌های ضدهماهنگی سه تعادل نش در خود دارند. دو تا از این تعادل‌ها پروفایل‌های استراتژی‌های محتمل الوقوع هستند که در آن هر بازیکن یکی از دو استراتژی موجود را انتخاب می‌کند و رقیب او استراتژی دیگر را. سومین تعادل یک تعادل ترکیبی است که در آن هر بازیکن با یک احتمال یکی از دو استراتژی را انتخاب می‌کند. چه در حالت اول بین دو تعادل باشد و چه در حالت تعادل ترکیبی، تعادل‌های نش همواره یک استراتژی تکاملی پایدار خواهند بود، البته به وجود عدم تقارن‌ها ناهمبسته هم بستگی دارد.
بهترین پاسخ نگاشت برای تمام بازی‌های ضدهماهنگی دو در دو در شکل ۵ نشان داده شده‌است. متغیر {\displaystyle x} و {\displaystyle y} در شکل ۵ مقادیر احتمال بازی با استراتژی «شاهین» یا «منحرف نشو» را برای بازیکنان {\displaystyle X} و {\displaystyle Y} نشان می‌دهد. خط داخل گراف سمت چپ احتمال بهینه بازی با یکی از این دو استراتژی را برای بازیکن {\displaystyle Y} بر اساس تابعی از {\displaystyle x} نشان می‌دهد. خط در گراف دوم احتمال بهینه بازی با یکی از این دو استراتژی را برای بازیکن {\displaystyle X} بر اساس تابعی از {\displaystyle y} نشان می‌دهد. تعادل‌های نش در واقع نقاطی هستند که داده‌های بازیکنان با هم تطابق دارد، یعنی همدیگر را قطع می‌کند. این وضعیت‌ها به صورت نقاط در گراف دست راست مشخص شده‌اند. بهترین نگاشت‌های پاسخ در سه نقطه همدیگر را قطع می‌کنند. دو تعادل اول نش در گوشه بالا سمت چپ و گوشه پایین سمت راست قرار دارند، وقتی یکی از بازیکنان یکی از استراتژی‌ها را انتخاب می‌کند، بازیکن مقابل استراتژی مقابل را انتخاب می‌کند. تعادل نش سوم یک استراتژی ترکیبی است که روی قطر از گوشه پایین سمت چپ تا گوشه بالا سمت راست قرار می‌گیرد. اگر بازیکنان کدامشان مربوط به کدام است، آنگاه نش ترکیب یک استراتژی تکاملی پایدار خواهد بود در حالی که بازی رو همین قطر محدود خواهد شد. در غیر این صورت می‌گوییم که یک عدم تقارن ناهمبسته داریم، و تعادل‌های نش گوشه‌ها استراتژی تکاملی پایدارند.

### استراتژی چند ریختی در مقایسه با استراتژی ترکیبی
استراتژی تکاملی پایدار برای بازی شاهین-قمری یک استراتژی ترکیبی است. نظریه بازی‌ها اهمیتی نمی‌دهد که این اختلاط مربوط به مجموع بازیکنانی است که به صورت تصادفی از دو استراتژی اصلی یکی را انتخاب می‌کنند، یا آن مجموعه بازیکنان یک ترکیب چند ریختی از بازیکنان است که فقط یکی از دو استراتژی اصلی را مخصوصاً انتخاب می‌کنند. از لحاظ زیست شناختی این دو حالت با هم تفاوت زیادی دارند. بازی شاهین-قمری به عنوان اصلی برای شبیه‌سازی تکاملی در جهت یافتن برتری یکی از این دو حالت ترکیب در طبیعت به کار می‌رود.

## شکست تقارن
هم در "جوجه" و هم در "شاهین-قمری"، تنها تعادل نش متقارن، استراتژی ترکیب تعادل نش است که در آن هر دو بازیکن به‌طور تصادفی بین حالت شاهین (مستقیم) یا قمری (منحرف شدن) یکی را انتخاب می‌کنند. این استراتژی ترکیب تعادل اغلب اوقات بهینه نیست و بازیکنان به نفعشان است اگر بتوانند اعمالشان را به طریقی با هم هماهنگ کنند. این مشاهدات به‌طور مستقل در دو زمینه مختلف با نتایج یکسان مشاهده شده‌است.

### تعادل همبسته و جوجه
| جوجه | هجوم | عکس‌العمل |
| ۷٬۲  | ۰٬۰  | هجوم     |
| ۶٬۶  | ۲٬۷  | جوجه     |

حالت ارائه شده از «جوجه» در شکل ۶ را در نظر بگیرید. مانند تمام حالات این بازی، سه تعادل نش وجود دارد. دو استراتژی اصلی تعادل نش {\displaystyle (D,C)} و {\displaystyle (C,D)} هستند. علاوه بر آن یک تعادل استراتژی ترکیبی نیز هست که در آن هر بازیکن با احتمال {\displaystyle 1/3} در حالت جنگنده قرار می‌گیرد. نتیجه امتیاز برای هر بازیکن معادل {\displaystyle 4.667} خواهد بود.
حالا یک بازیکن سوم را در نظر بگیرید (یا یک پدیده طبیعی) که یکی از سه کارت برچسب‌گذاری شده را می‌گیرد:(C, C)، (D, C)، و(C, D). این گرفتن برونزاد فرض می‌شود روی هر سه خروجی به‌طور تصادفی یکنواخت است. بعد از گرفتن کارت، بازیکن سوم به بازیکنان خبر می‌دهد که چه استراتژی برای آن‌ها انتخاب شده، اما استراتژی رقبا را به هم نمی‌گویند. فرض کنید به بازیکنی {\displaystyle D} داده شده، قطعاً او قصد انحراف نخواهد داشت اگر بداند رقیبش استراتژی انتخاب شده برای خودش را انجام می‌دهد، زیرا در این صورت او بیشترین امتیاز را می‌گیرد. در حالت دیگر، فرض کنید به یک بازیکن {\displaystyle C} داده شده باشد، آنگاه به بازیکن دیگر با احتمال {\displaystyle C1/2} و با احتمال {\displaystyle D1/2} داده شده‌است؛ بنابراین سود او اگر بخواهد تهاجمی بازی کند برابر خواهد بود با {\displaystyle 0(1/2)+7(1/2)=3.5} و اگر بخواهد جوجه باشد {\displaystyle 2(1/2)+6(1/2)=4}. پس بازیکن تصمیم می‌گیرد که جوجه شود، یعنی همان انتخابی که برای او در نظر گرفته شده و بنابراین خود را از جاده منحرف نمی‌کند.
به علت اینکه هیچ‌کدام از بازیکنان انگیزه‌ای برای تخطی از استراتژی‌های انتخاب شده ندارند، توزیع احتمال استراتژی‌ها را تعادل همبسته بازی می‌نامند. جالب توجه است که امتیاز نهایی در این تعادل {\displaystyle 7(1/3)+2(1/3)+6(1/3)} خواهد بود که از امتیاز نهایی استراتژی ترکیب تعادل نش بیشتر است.

### عدم تقارن‌های ناهمبسته و راه حلی برای بازی شاهین-قمری
اگر چه سه تعادل نش در بازی شاهین-قمری داریم، اما آن که به عنوان یک استراتژی تکاملی پایدار خود را نشان می‌دهد بستگی دارد به وجود عدم تقارن‌های ناهمبسته در بازی. برای اینکه بازیکنان ردیفی یک استراتژی را انتخاب کنند و بازیکنان ستونی استراتژی دیگر را، آن‌ها باید بتواند تشخیص دهند که چه نقشی دارند، یعنی بازیکن ردیفی اند یا ستونی. اگر چنین عدم تقارن‌های ناهمبسته‌ای وجود نداشته باشد آنگاه هر دو بازیکن باید استراتژی یکسانی را انتخاب کنند. در این صورت استراتژی پایدار تکاملی تعادل نش ترکیبی خواهد بود. اگر یک عدم تقارن ناهمبسته وجود داشته باشد آنگاه نش ترکیبی یک استراتژی پایدار تکاملی نخواهد بود، بلکه آن دو استراتژی اصلی نش خواهند بود.
توصیف استاندارد زیست شناختی این عدم تقارن ناهمبسته این است که یک بازیکن صاحب یک قلمرو است در حالی که دیگری به قلمرو حمله کرده‌است. در اغلب مواقع صاحب قلمرو نقش شاهین را بازی می‌کند در حالی که مهاجم نقش قمری را دارد. در این حالت می‌توان تکامل استراتژی شاهین-قمری را همان تکامل حالتی شبیه مالکیت دانست. از دید نظریه بازی‌ها، هیچ چیز خاصی در مورد این راه حل وجود ندارد. راه حل مقابل آن، که صاحب قلمرو نقش قمری و مهاجم نقش شاهین را بازی می‌کند، همان اندازه پایدار است. در واقع این راه حل در گونه‌ای از عنکبوت‌ها به چشم می‌خورد، وقتی یک متهاجم وارد می‌شود، عنکبوت قبلی قلمرو خود را ترک می‌کند. برای توجیه گسترش حق مالکیت در مقابل "ضد حق مالکیت" باید این تقارن اضافی را شکست.

## داینامیک‌های تکرارکننده

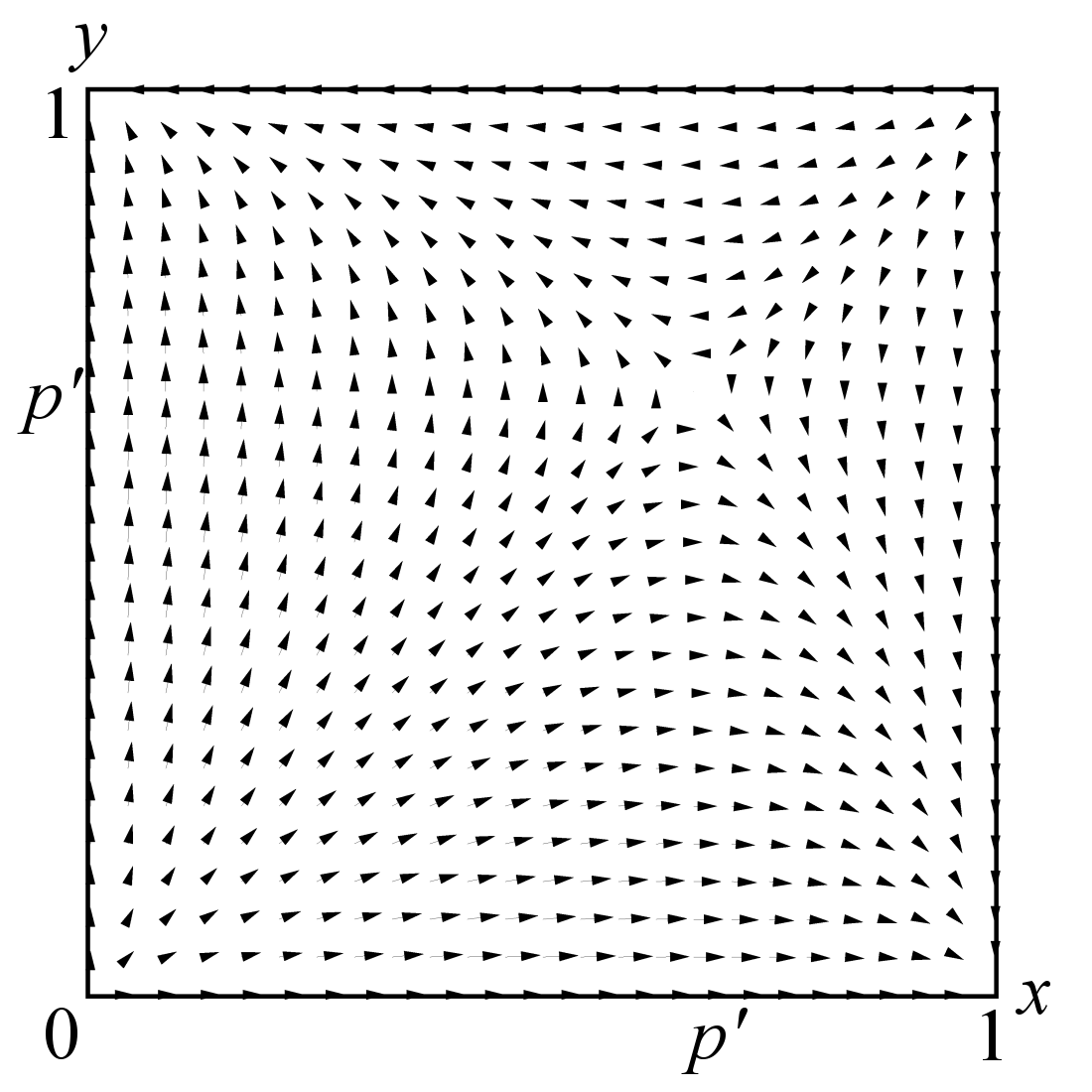
شکل 7a، میدان برداری برای داینامیک تکرارکننده دو جمعیتی و مدل شاهین-قمری.

داینامیک‌های تکرارکننده یک مدل ساده از تغییر استراتژی است که در نظریه بازی‌های تکاملی زیاد به کار می‌رود. در این مدل استراتژی ای که از میانگین بهتر عمل می‌کند نسبت به آن‌ها که زیر میانگین هستند تناوب بیشتری دارد. دو مدل از داینامیک‌های تکرار شونده وجود دارد. در یک مدل، یک دسته جمعیت داریم که در برابر خودش بازی می‌کند. در مدل دیگر دو دسته جمعیت هستند که هر کدام در مقابل دیگری (و نه خودش) قرار می‌گیرد و بازی می‌کند.
در مدل تک جمعیتی تنها حالت پایدار تعادل نش ترکیبی است. کل جمعیت اولیه (به جز تمام شاهین‌ها و تمام قمری‌ها) به سمت استراتژی ترکیبی تعادل نش گرایش دارند که بخشی از جمعیت شاهین و بخشی دیگر قمری می‌شوند. در مدل دو جمعیتی، این نقطه ترکیبی ناپایدار خواهد بود. در واقع تنها حالات پایدار در مدل دو جمعیتی فقط با تعادل‌های استراتژی‌های اصلی سازگارند که در آن یک جمعیت کاملاً شاهین و جمعیت دیگر کاملاً قمری‌اند. در این مدل، یک جمعیت تبدیل به جمعیت مهاجم و دیگری تبدیل به جمعیت منفعل خواهد شد. این مدل در شکل 7a به تصویر کشیده شده‌است. بردار مدل تک جمعیتی در شکل 7b به تصویر کشیده شده‌است، این بردار مشابه قطر از سمت چپ پایین به سمت راست بالا مدل دو جمعیتی است.

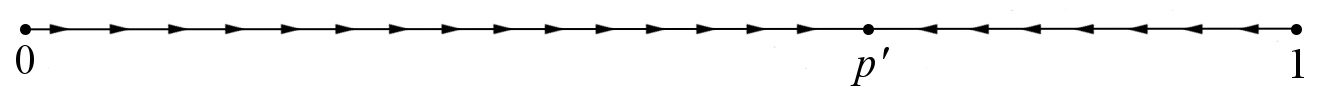
شکل 7b، میدان برداری برای داینامیک‌های تکرارکننده تک جمعیتی

مدل تک جمعیتی بیانگر وضعیتی است که هیچ عدم تقارن ناهمبسته‌ای وجود ندارد، بنابراین بهترین کاری که بازیکنان می‌توانند انجام دهند تصادقی انتخاب کردن استراتژی هاست. در مدل دو جمعیتی چنین عدم تقارنی وجود دارد و اعضاء با استفاده از آن استراتژی هایشان را مرتبط می‌کنند. در مدل دو جمعیتی، یک جمعیت با هزینه جمعیت دیگر برنده می‌شود. شاهین-قمری و جوجه نشان دهنده این امر هستند که نتایج کیفی برای دو مدل مختلف از داینامیک‌های تکرارشونده خیلی با هم تفاوت دارند.

## بازی‌های مرتبط

### بحران‌سازی سودگرا
«جوجه» و «بحران‌سازی سودگرا» اغلب اوقات به یک معنی به کار می‌روند، اما در نظریه بازی‌ها، بحران‌سازی سودگرا به استراتژی ای گفته می‌شود که در آن به دفع احتمال تهاجمی شدن رقیب می‌پردازیم. اگر بازیکن ۱ به صورت تک سویه به A برود، بازیکن ۲ که منطقی عمل می‌کند نمی‌تواند عقب‌نشینی کند چون {\displaystyle (A,C)} نسبت به {\displaystyle (A,A)} برتری دارد. اگر فقط بازیکن ۱ شواهدی بیابد که بازیکن ۲ ممکن است غیر منطقی عمل کند، آنگاه بازیکن ۱ کوتاه می‌آید و با بازیکن ۲ مصالحه می‌کند.

### جنگاصطکاک
مثل «جوجه»، بازی «جنگ اصطکاک» افزایش کشمکش را نشان می‌دهد، اما این دو در نوع افزایش کشمکش با هم فرق دارند. جوجه وضعیتی را مدل می‌کند که نتیجه شکست و برد آن نوعاً با هم فرق دارند. اما در مدل جنگ اصطکاک خروجی‌ها از نوعاً یکی اند اما درجه‌های متفاوتی دارند، مثل یک مسابقه بوکس که شرکت‌کننده‌ها باید تصمیم بگیرند که جایزه نهایی ارزش از دست دادن توان و سلامتی را دارد یا نه.

## برنامه‌ریزی «جوجه» و مدیریت پروژه
واژه "برنامه‌ریزی جوجه" در مدیریت پروژه و حوزه توسعه نرم‌افزار کاربرد دارد. وضعیت خاص موقعی است که برای طراحی یک پروژه، گروه‌های مختلف ادعا کنند که می‌توانند پروژه را در مدت زمانی کم نسبت به امکانات طراحی شده، آماده کنند، با این تصور که گروه‌های دیگر هم مانند آن‌ها بلکه افراطی تر عمل می‌کنند. این روند ادامه پیدا می‌کند تا زمانی که شروع به داخل‌سازی امکانات آن بکنند یا قبل از به پایان رسیدن مهلت تعیین شده.
به کارگیری "برنامه‌ریزی جوجه" به خاطر وابستگی‌های درون تیمی که حلشان دشوار است معمولاً با مشکلاتی برای زمان‌بندی همراه است. رفتارگرایی روانشناسانه "برنامه‌ریزی جوجه" به مدل شاهین-قمری شباهت دارد.